# نهاية الرحلة (فلم)
نهاية الرحلة فيلم سيرة ذاتية ودراما أمريكي، أنتج في العام 2015، من بطولة جيسون سيغل، جيسي آيزينبيرغ وآنا كلمسكي

## القصة
تدور أحداث الفلم حول الصحافي ديفيد ليبسكي (جيسي إيزنبرج)، الذي يسرد المواقف والمحادثات التي تبادلها مع الروائي ديفيد فوستر والاس (جيسون سيجال)، والتي دارت بينهما في الطرقات أثناء رحلة دامت طوال خمسة أيام، مدة الرحلة الترويجية لرواية فوستر والاس (Infinite Jest) في عام 1996.

## عن الفلم
الفلم تلقى ردا ايجابيا على موقع طماطم فاسدة نسبة : 91%  و على موقع IMDB تقييم : 7.4/10

## وصلات خارجية
- مقالات تستعمل روابط فنية بلا صلة مع ويكي بيانات

لا توجد روابط لمواقع التواصل الاجتماعي.